# موکی‌مونو

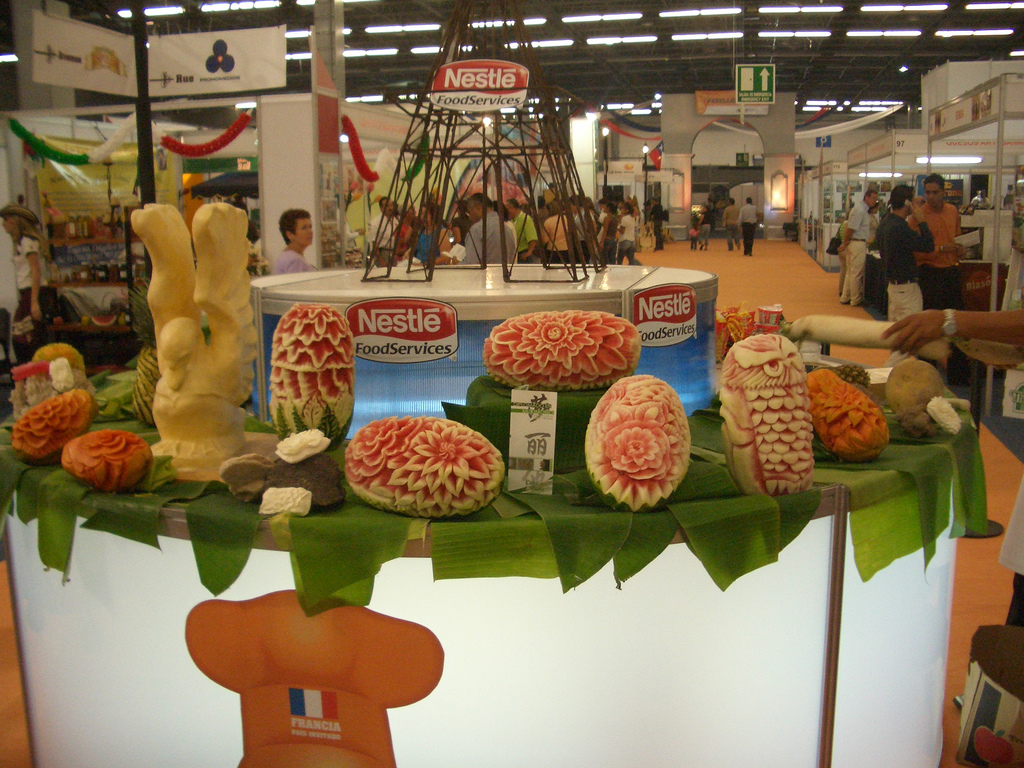
موکی‌مونو

موکی‌مونو (به ژاپنی: 剥き物) یک هنر ژاپنی برای تزیین چاشنی غذا است. برای مثال کنده‌کاری‌های سنتی بر روی پوست میوه‌ها و سبزیجات، و همچنین کنده‌کاری سبزیجات (مانند دایکون، هویج، بادمجان) و در آوردن آنها به شکل‌های جذاب مانند گل، پیچ خورده و بادبزن است. اشکال کوچک آن به عنوان چاشنی وعده غذایی سرو می‌شوند، یا بر روی یک قسمت از ظرف غذا قرار داده می‌شوند.